# Jane Richardson
Jane Shelby Richardson (Teaneck, 25 januari 1941) is een Amerikaans biofysicus en biochemicus die onder meer bekend is door de ontwikkeling van het lintdiagram, een manier om de driedimensionale structuur van eiwitmoleculen weer te geven. Lintdiagrammen werden in de loop van de twintigste eeuw de standaard methode om eiwitstructuren visueel weer te geven, wat preciezer onderzoek naar de eiwitstructuur en -functie wereldwijd mogelijk heeft gemaakt. Richardson is professor biochemie aan Duke University in North Carolina.

## Levensloop
Richardson werd geboren op 25 januari 1941 en groeide op in Teaneck, New Jersey. Ze ging naar de Teaneck High School en behaalde in 1958 de derde plaats op de Westinghouse Science Talent Search, een prestigieuze wetenschapsbeurs in de Verenigde Staten, met berekeningen van de baan van de satelliet Spoetnik op basis van haar eigen waarnemingen.
Richarson studeerde wiskunde en astronomie aan Swarthmore College, en later filosofie aan Harvard. Ze had brede interesses en volgde ook een aantal vakken plantkunde. Na het halen van haar masterdiploma werkte ze als technicus aan MIT, in hetzelfde laboratorium als haar echtgenoot. Dit laboratorium deed onderzoek naar de structuur van een bacterieel nuclease-eiwit op basis van röntgenkristallografie. Hier leerde ze de biochemische en biofysische technieken die nodig zijn voor interpretatie en visuele weergave van eiwitmoleculen. In 1985 ontving ze een MacArthur Fellowship voor haar werk in de biochemie.
Ze werd in 1991 verkozen tot lid van de National Academy of Sciences en de American Academy of Arts and Sciences en in 2006 tot lid van het Institute of Medicine. Als onderdeel van haar rol in de National Academy of Sciences vervult Richardson een functie

## Wetenschappelijk werk

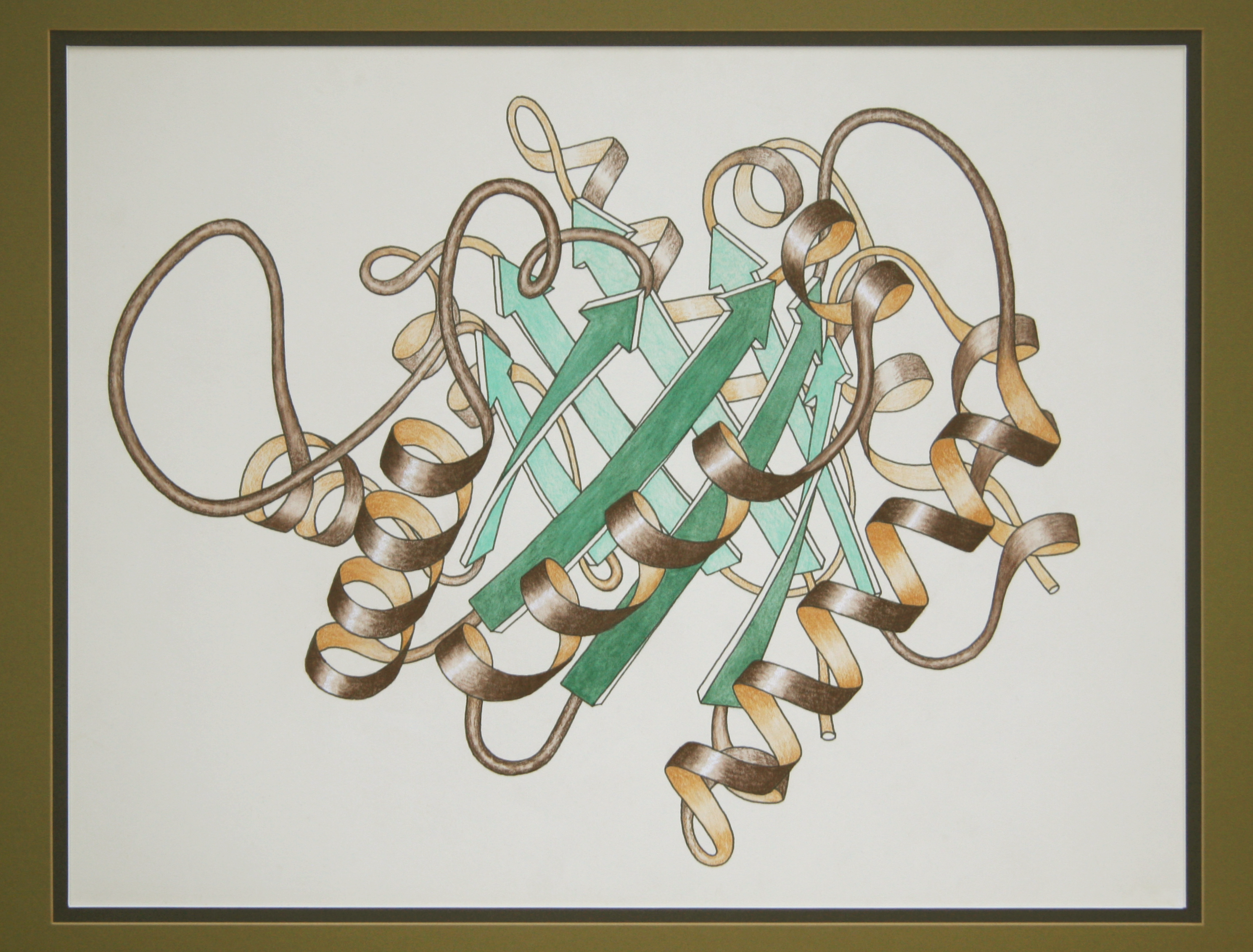
Lintdiagram van triosefosfaatisomerase, handgetekend door Richardson, 1981.

Richardson ontwikkelde het lintdiagram, in eerste instantie om de bevindingen van haar taxonomisch onderzoek visueel weer te geven. De eerste, handgetekende lintdiagrammen werden gepubliceerd in  Advances in Protein Chemistry in 1981, in een artikel met de titel "The anatomy and taxonomy of Protein Structure", een baanbrekende paper in de vroege structuurbiologie. De diagrammen werden door andere wetenschappers overgenomen en groeide uit tot de standaardmanier om eiwitstructuren weer te geven. Het voordeel van het lintdiagram is dat de alfa-helix- en bèta-plaatstructuur direct is af te lezen uit de illustratie. Dit is relevant voor de eiwitfunctie en interacties met andere eiwitten.